# Nhà thờ Thánh Michael ở Košice
Nhà thờ Thánh Michael ở Košice (tiếng Slovakia: Kostol svätého Michala v Košice), trước năm 2006 được gọi là Nhà nguyện Thánh Michael, là một công trình được xây dựng theo phong cách kiến trúc Gothic, tọa lạc ở phía nam Nhà thờ Thánh Elisabeth, nằm trong khu Phố cổ của thành phố Košice, Slovakia. Vào ngày 16 tháng 10 năm 1963, nhà thờ này được ghi danh vào Danh sách Di tích Trung ương theo quyết định của Bộ Văn hóa Cộng hòa Slovakia. Năm 1970, theo Nghị quyết của Chủ tịch Hội đồng Quốc gia Slovakia, nhà thờ được công nhận là di tích văn hóa quốc gia.

## Lịch sử
Nhà thờ Thánh Michael ở Košice ban đầu là một nhà nguyện nghĩa trang, được xây dựng vào nửa sau thế kỷ 14, xây sau nhà thờ của dòng Đa Minh, là di tích kiến trúc lâu đời thứ hai ở Košice. Văn bản lâu đời nhất đề cập đến nhà thờ có niên đại vào năm 1452. Ngôi nhà nguyện này được dành để tôn kính Thánh Michael Tổng lãnh thiên thần. Thánh lễ an táng được tổ chức bên trong nhà nguyện.
Vào thế kỷ 15, nhà nguyện bị hư hại nghiêm trọng bởi một cuộc tấn công bằng pháo của quân đội Ba Lan - Litva. Nhà nguyện đã được tái thiết và tu bổ nhiều lần, cụ thể vào các năm: 1508, 1821, 1904, 1986, và 1998 - 2006. Việc tái thiết diễn ra từ năm 1998 đến năm 2006 do các chuyên gia của Hiệp hội trùng tu và phục hồi di tích - Villard thực hiện. Nhờ đó, nhà nguyện này được trao giải thưởng Fénix ở hạng mục di tích được tái tạo tốt nhất năm 2006. Cùng năm, nhà nguyện được phân loại lại thành nhà thờ.